# Éjféltájt (Agatha Christie-színdarab)
Az Éjféltájt (Towards Zero) Agatha Christie 1945-ös, valamint 1956-os színdarabja, mely az 1944-ben kiadott, azonos című regényének cselekményén alapul. A színdarab első változatát, mely végig kültéren játszódik, Agatha Christie felkérésre írta 1945-ben.
1956-ban az írónő Gerald Vernerrel együtt elkészítette az Éjféltájt második színdarabváltozatát is, mely már beltéri díszleteket használ. Ennek a változatnak az ősbemutatóját a londoni West Enden tartották a St. James's Theatre-ben, Peter Saunders produkciójában.
Színpadon Magyarországon még nem került bemutatásra.

## Szereplők
- Thomas Royde
- Kay Strange
- Mary Aldin
- Mathew Treves
- Nevile Strange
- Lady Tressilian
- Audrey Strange
- Ted Latimer
- Superintendent Battle
- Inspector Leach
- P.C. Benson

## Szinopszis
Mr. Treves, az idős jogász azt mondja: „Szeretem a jó detektívregényeket. De, tudják, egyik sem a megfelelő momentummal kezdődik! Folyton a gyilkossággal kezdik. Pedig a gyilkosság már a vége. A történet már jóval előbb elkezdődik... olykor évekkel előbb... Mindazon okokkal és eseményekkel, melyek egyszer csak bizonyos embereket egy bizonyos időben s egy bizonyos helyen összehoznak.”
Hát lássuk, ki mindenkit hoznak össze az események!
Egy öngyilkosjelöltet, akit megmentettek. Egy házaspárt, a sportoló férjet és szépséges második feleségét. A szürke első feleséget. Egy malájföldi ültetvényest, aki gyerekkorától szerelmes az első feleségbe. A második feleség régi imádóját. Egy idős hölgyet és jobbkezét, a talpraesett szegény rokont. És Mr. Trevest, aki elmesél egy történetet, majd – véletlenül, nem véletlenül – meghal. Valamint egy detektívfelügyelőt, akinek a lányát – alaptalanul – lopással vádolták az előkelő magániskolában, ahová járt.